# بخش سینگراولی
بخش سینگراولی (به انگلیسی: Singrauli district) یک منطقهٔ مسکونی در هند است که در Rewa division واقع شده‌است. بخش سینگراولی ۵٬۶۷۲ کیلومتر مربع مساحت و ۱٬۱۷۸٬۲۷۳ نفر جمعیت دارد.